# Lombe Chibesakunda
Lombe Chibesakunda   (Rhodèsia del Nord, 5 de maig de 1944) és una advocada i diplomàtica zambiana. Va ser presidenta de la Comissió de Drets Humans de Zàmbia, procuradora general, viceministra d'Afers Jurídics i jutgessa presidenta en funcions de Zàmbia. També va ser ambaixadora al Japó, al Regne Unit, al Vaticà i als Països Baixos. Chibesakunda va ser la primera dona presidenta del Tribunal de Justícia del Mercat Comú de l'Àfrica Oriental i Austral a Khartum.